# Urumita
Urumita es un municipio de la República de Colombia, ubicado en el sector sur del departamento de La Guajira. Es municipio desde 1979. Está situado a 175 km al sur de la capital departamental, Riohacha y a 45 km al noreste de Valledupar, capital del departamento del Cesar.  Cuenta con varias fuentes hídricas entre las que se destacan el río Urumita o "Mocho" y el Marquezote.  Geográficamente se localiza al pie de la serranía del Perijá, una prolongación de la cordillera oriental del país y limita, por su costado oriental, con la frontera internacional de la República Bolivariana de Venezuela.
Cuenta con un área total de 329,09 km², que representa aproximadamente 1,58 % del área total del Departamento de la Guajira (20 848 km²); y el 0,029 % del área total nacional (1 138 914 km²). La cabecera del municipio está a una altitud de 255 m s. n. m., una temperatura que oscila alrededor de los 28 °C y una precipitación de 1000 mm anuales.

## Historia
Urumita fue fundado el 3 de octubre de 1785 por Juan Bautista Canalete. Desde este momento perteneció al municipio de Villanueva, que en esa época pertenecía al departamento de Magdalena Grande. Esta dependencia política y administrativa perduró hasta el año de 1971, en que por medio de la Ordenanza 043 del departamento de La Guajira fue erigido como municipio autónomo. Sin embargo, por razones económicas y políticas, el territorio fue convertido nuevamente en corregimiento del vecino municipio de Villanueva hasta el 1 de enero de 1979, fecha en la cual, mediante Ordenanza 016 de 1978, recobró su carácter de municipio, estableciéndose así sus límites geográficos e independencia jurídica; esta circunstancia es confirmada por la Ordenanza 046 de 1982 y lo dispuesto, más adelante, por la Constitución Nacional de Colombia de 1991.
Durante los años 1950 a 1970 se da la mayor dinámica de crecimiento urbano, relacionada con los intercambios comerciales con el norte de La Guajira y el nuevo polo de desarrollo entre Valledupar y Barranquilla. Para esa época, algunos empresarios locales como Narciso Vargas Arias y Cristina Villarreal Villalobos establecen los primeros cultivos a escala de algodón, café y frutales; así también incentivaron el comercio mayorista de granos, telas y enseres para el hogar. Por esos tiempos, hacia 1950, Urumita conocería la primera aeronave que surcó sus cielos y aterrizó en uno de sus potreros, piloteada por Florentino Vargas; se trataba de una avioneta Avro Anson 625A, de la compañía pionera de la aviación comercial  en Colombia, Limitada Nacional de Servicio  Aéreo, LANSA Ltda., fundada en Barranquilla.

## Límites
- Norte: Municipio de Villanueva, con una longitud de 36 km.
- Sur: Municipio de La Jagua del Pilar, con una longitud de 50 km.
- Occidente: Municipio de Valledupar, Departamento de Cesar, con una longitud de 15 km.
- Oriente: República Bolivariana de Venezuela, con una longitud de 10 km.

## Estructura urbana
El casco urbano está conformado por 21 barrios. El trazado Urbano de Urumita, no desarrolló el modelo de crecimiento tradicional que adoptaron la gran mayoría de los Municipios colombianos, en su etapa de fundación, el cual consistía en desarrollarse alrededor de una plaza principal y a partir de ese marco seguir expandiéndose. Este municipio tuvo su primer asentamiento con el barrio Barranquillita, localizándose en un lugar cercano al río Mocho. Posteriormente se asentó el marco de la Plaza principal y Urumita comenzó a desplegarse y a consolidarse como una población, con incipientes criterios de diseño urbanísticos.
El crecimiento del núcleo urbano tiene diferentes épocas, las más importantes comienzan a principios del siglo 20, cuando empiezan a formarse nuevos barrios, acentuándose el crecimiento del nuevo casco urbano que se distancia de “El Viejo Urumita”. Además se consolidan zonas como la calle de Los Mangos y la calle de Las Flores, entre otros. De los años 60 en adelante, con la ayuda de las autoridades departamentales y nacionales se da la creación de nuevas viviendas y aparece el barrio José Elías del Hierro. En los años 70, se instalan invasiones en terrenos aledaños a los ya habitados y así nace el barrio 14 de Junio.
A finales del siglo XX, el crecimiento municipal sigue siendo reticular y medianamente acelerado, por lo que en los años 80 aparecen urbanizaciones de viviendas de interés social, como el barrio Raúl López; luego en los años 90 los mismos programas continúan impulsándose y surgen el barrio 16 de Abril, Los Vecinos y otros. Debido a esto se observa un crecimiento del perímetro urbano, dirigido hacia la principal vía de uso nacional, medio de empalme con otros centros urbanos de importancia regional, como Valledupar y Villanueva.

## Economía
La economía del municipio de Urumita depende del comercio, la explotación minera, el turismo y los servicios. La agricultura y ganadería ocupan un renglón secundario. El comercio depende del eje de circulación económica entre las ciudades de Valledupar y Maicao, como también el suministro de algunos servicios para la mina de carbón del Cerrejón. La agricultura es básicamente de subsistencia; se produce café, plátano, algodón, maíz, yuca, frijol, cacao, ñame,  banano, achiote, ají, ciruela, mamoncillo, mango, piña, papaya, melón y mora. Además, por la presencia del turismo  en los últimos años se han establecido talleres de artesanías.

## Lugares de interés
- Parque natural regional Cerro Pintao.
- Iglesia Santa Cruz de Urumita.
- Monumento La Cruz de Mayo.
- Casa de Silvestre Dangond: Hogar del ícono del vallenato.
- Casa Susana: Escenario de la novela de Leandro Díaz.
- Casa “La Gota Fría”: Donde nació la famosa canción.
- Paseo de los Artistas: Homenaje a talentos locales
- Letra monumental “Urumita”
- Cerro Viejo Moli: acá podrás practicar senderismo y disfrutar de atardeceres hermosos.
- Río Márquezote: Aguas cristalinas y naturaleza
- Pozo de las Tres Paredes: Lugar envuelto de misterio para quienes buscan una experiencia diferente.
- Mirador de la Piedra de la Viña
- Estaderos y balnearios urumiteros: Si buscas un lugar para relajarte y disfrutar de un buen día en familia, no puedes dejar de visitar (Villa Leo, Villa Mary, Campo Florecido, Villa Naty, Villa Leonor)

## Festividades
- Fiestas Patronales de la Cruz de Mayo (3 de mayo)
- Fiestas Patronales En Honor a la Virgen de Chiquinquirá (8 de septiembre)
- Festival de Flores y Calagualas (Mes de septiembre)

## Servicios públicos
- Energía Eléctrica: Air-e, del grupo EPM, es la empresa prestadora del servicio de energía eléctrica.
- Gas Natural: Gases de La Guajira es la empresa distribuidora y comercializadora de gas natural en el municipio.